# Armand Melly
Armand Melly (* 20. Juni 1882 in La Rippe; † 18. Januar 1986 in Mies, reformiert, heimatberechtigt in La Rippe) war ein Schweizer Politiker (FDP).

## Biografie
Armand Melly, am 20. Juni 1882 als Sohn des Landwirts Ami Ferdinand Melly und der Aline Henriette Isaline geborene Hermenjat in La Rippe geboren, absolvierte Praktika als Landwirt und Viehzüchter in der Deutschschweiz.
Armand Melly, der sich offen für neue landwirtschaftlichen Techniken zeigte, spezialisierte sich auf Viehzucht.  So amtierte  er von 1917 bis 1952 als Experte und 1947 bis 1962 als Präsident der "Kantonalen Jury für Rindvieh" sowie 1942 als Jurymitglied beim "Marché-Concours des Comptoir Suisse" in Lausanne.
Armand Melly, der mit Jeanne Alice, der Tochter des Landwirts Marc Louis Magnin, verheiratet war, verstarb am 18. Januar 1986 im Alter von 103 Jahren in Mies.

## Politische Laufbahn
Der freisinnige Politiker Melly war von 1933 bis 1945 im Waadtländer Grossrat vertreten. Darüber hinaus hatte er in den Jahren 1939 bis 1947 Einsitz im Nationalrat.
Armand Melly lancierte mehrere Vorstösse zum Landwirtschaftspersonal im Aktivdienst, zu den Weiden an der Grenze zu Frankreich und den damit verbundenen Rodungsvorhaben.